# Prîvilne, Dubno
Prîvilne (în ucraineană Привільне) este localitatea de reședință a comunei Prîvilne din raionul Dubno, regiunea Rivne, Ucraina.

## Demografie
Componența lingvistică a localității Prîvilne
     Ucraineană (98,83%)
     Alte limbi (1,08%)
Conform recensământului din 2001, majoritatea populației localității Prîvilne era vorbitoare de ucraineană (98,83%), existând în minoritate și vorbitori de alte limbi.